# Российско-хорватские отношения
Российско-хорватские отношения — двусторонние отношения между Российской Федерацией и Республикой Хорватия. Россия признала независимость Хорватии 17 февраля 1992. Обе страны установили дипломатические отношения 25 мая 1992 года. У Хорватии есть посольство в Москве и генеральное консульство в Калининграде. Россия располагает посольством в Загребе. Обе страны — члены Организации по безопасности и сотрудничеству в Европе. Хорватия — член НАТО с 2009 года и Европейского Союза с 2013 года, что, среди прочего, определяет внешнюю политику страны. В декабре 2016 года российские эксперты оценивали отношения между Москвой и Загребом как «прохладные».
31 марта 2013 года вступило в силу Соглашение о взаимных поездках граждан Республики Хорватии и граждан Российской Федерации, в соответствии с которым для въезда в Хорватию гражданам России требуется хорватская виза или заменяющий её документ.

## Предыстория
Части Королевского хорватского домобранства в составе вооружённых сил Австро-Венгрии в ходе военных кампаний Первой мировой войны в 1915—1918 гг. участвовали в действиях против русской армии в Галиции и Буковине, понесли тяжёлые потери, в особенности в ходе русского наступления летом 1916 года, в частности на русском фронте погиб в возрасте 21 года изобретатель хорват Марсель Кипач.
В период между 2-я мировыми войнами территория нынешней Хорватии входила в Королевство Югославия (до 1929 года Королевство Сербов, Хорватов и Словенцев), которое было одним из центров русской Белой эмиграции, а с лета 1921 года до 1944 года также местом нахождения административного центра Русской Зарубежной Церкви во главе с митрополитом Антонием (Храповицким) (с 1936 года Анастасием (Грибановским)).
После быстрого краха и капитуляции Королевства Югославия, последовавших вследствие военной операции стран «оси» (Германии, Королевства Италии, Венгрии) в апреле 1941 года, русские беженцы в новообразованном 10 апреля Независимом государстве Хорватия (НГХ сразу же примкнуло к «оси») в большинстве стали на сторону стран «оси» и участвовали в формированн Русского корпуса под командованием Бориса Штейфона (скончался 30 апреля 1945 года в загребской гостинице «Эспланада», пытаясь вывести свои части в Австрию). Ряд хорватских подразделений Независимого государство Хорватия (1941—1945), руководимого усташами, участвовал в военных действиях против СССР. Партизанские отряды, составившие Народно-освободительную армию Югославии, начавшие формироваться 22 июня 1941 года по указанию из Москвы и приступившие в июле к действиям против НГХ и прочих стран «оси», активно поддерживались Советским Союзом (см. статью Русские роты и батальоны НОАЮ). Властями НГХ была учреждена Хорватская православная церковь, во главе которой 5 июня 1942 года был поставлен русский эмигрантский епископ Гермоген (Максимов) — вместо ранее арестованного сербского митрополита Загребского Досифея (Васича).
Идеологическое размежевание на «усташей» и «партизан» (условно, как ярлыка правых и левых) остаётся основным нарративом политической жизни в современной Хорватии.
Лидер партизанского движения коммунистов хорват Иосип Тито и ряд его соратников-хорватов как то Иван Краячич, впоследствии вошедшие в руководство социалистической Югославии, имели тесные связи с СССР. По утверждению председателя правительства Хорватии в 1990—1991 годах Йосипа Манолича, влияние России через лиц, имеющих с нею связь («ruski đaci»), в руководстве Хорватии сохранялось и в 1990-х годах.
По некоторым мнениям, руководство СССР в начале октября 1991 года сыграло важную роль в предотвращении масштабных военных акций со стороны Югославской народной армии против Хорватии, провозгласившей в июне того года независимость; при этом сношения между правительством Хорватии и Москвой осуществлялись напрямую через советское посольство в Вене.
До обретения в 1991 году Хорватией независимости, связи развивались в формате советско-югославских отношений; в Загребе действовало Генконсульство СССР.

## История

### 1990-е годы
По мнению председателя правительства Хорватии в 1991—1992 годах Франьо Грегурича: «Отношения с Российской Федерацией в тяжёлых военных условиях девяностых годов развивались интенсивно, невзирая на то, что часть хорватской политической общественности была склонна полагать, что Российская Федерация больше благоволила Сербии и бывшей Югославии, нежели Хорватии.»

### 2000-е годы

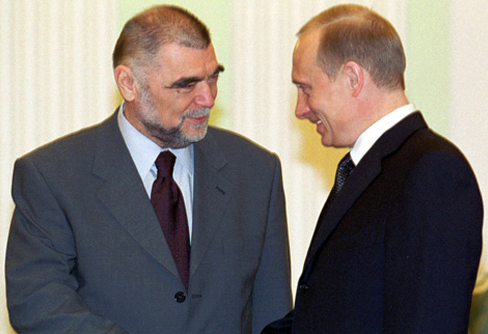
Президент Хорватии Степан Месич и президент России Владимир Путин, Москва, 2002 год

9 июля 2001 года вступил в силу Протокол между Правительством Российской Федерации и Правительством Республики Хорватии о продолжении действия 22-х двусторонних договоров заключенных между СССР и СФРЮ (или Федеративной Народной Республикой Югославией) в период с 1945 по 1991 год.
В 2002—2003 годах президент Хорватии Степан Месич трижды посещал Россию с визитами: в апреле 2002 года — официальный визит, в феврале и декабре 2003 года — рабочие визиты, в ходе которых встречался с президентом Российской Федерации. В декабре 2009 года президент Степан Месич совершил свой пятый в качестве президента визит в Россию; переговоры проходили, согласно пресс-службе Кремля, в «неформальной» обстановке с акцентом на доверительный партнерский обмен мнениями по ряду вопросов: топливно-энергетическая сфера, а также межпарламентские, научные, культурные, гуманитарные связи, туризм.

### 2010-е годы
С 2014 года Хорватия, как член Евросоюза, участвует в антироссийских санкциях, а Россия запретила ввоз на свою территорию ряд наименований хорватской сельскохозяйственной продукции. Кроме того, ряд совместных российско-хорватских проектов не был реализован, как то: подписанное 2 марта 2010 года в Москве межправительственное соглашение о сотрудничестве при создании и эксплуатации газопровода Южный поток на хорватской территории; подписанное 16 декабря 2002 года в Загребе Соглашение о сотрудничестве в реализации проекта интеграции нефтепровода «Дружба—Адрия», предусматривавшее создание экспортного маршрута транспортировки нефти из РФ и других стран СНГ на мировые рынки, включая североамериканский, через хорватский глубоководный порт Омишаль.. Не удалось российской стороне организовать 2-й российско-хорватский экономический форум, как планировалось российской стороной, весной 2016 года в Загребе. Российско-хорватский форум, прошедший в феврале 2015 года в Москве (при правительстве премьер-министра Хорватии З. Милановича и с участием бывшего президента Степана Месича), вызвал публично высказанное неодобрение со стороны посла США в Хорватии.
В начале сентября 2016 года посол России в Хорватии Анвар Азимов сообщил, что ни один из десяти приглашённых им на разного рода мероприятия в России хорватских министров не посетил Россию. Он также сказал, что одним из его негативных впечатлений от работы в этой стране — «большая зависимость» внешней политики Хорватии от Запада.
В сентябре 2016 года хорватская пресса сообщила о произошедшем несколькими месяцами ранее выдворении российского дипломата из РХ в связи с подозрениями в шпионаже; согласно СМИ, российская сторона ответила аналогичной мерой.

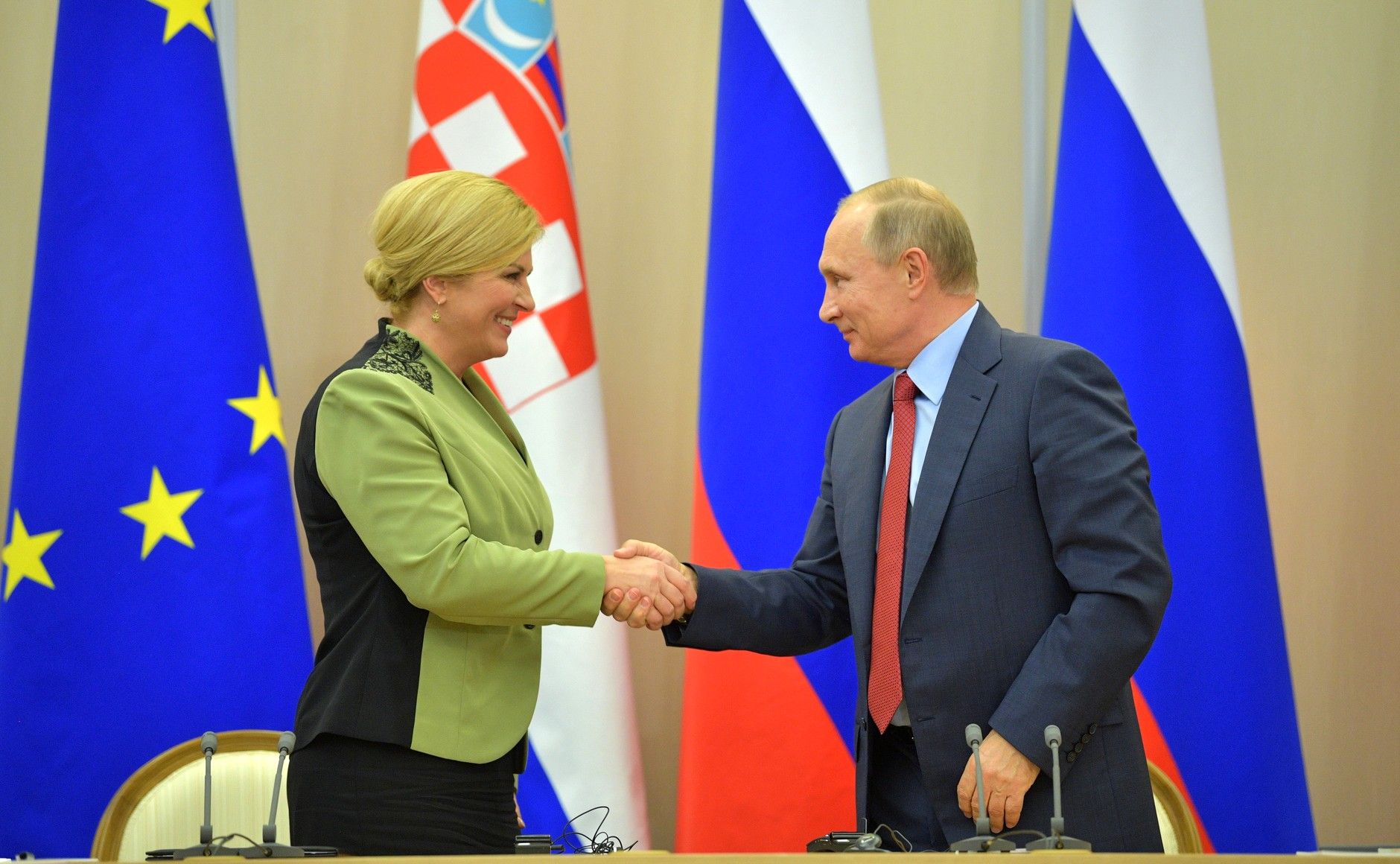
Президент Хорватии Колинда Грабар-Китарович с Президентом России Владимиром Путиным по завершении российско-хорватских переговоров. Россия, Сочи, 18 октября 2017 года

Решение о создании при правительстве Хорватии рабочей группы по сотрудничеству с Украиной, в круг задач которой предполагалось включить передачу опыта реинтеграции оккупированных территорий, подтверждённое в ходе официального визита в Киев в ноябре 2016 года премьер-министра Хорватии Андрея Пленковича, вызвало резко негативную реакцию МИД России. Андрей Пленкович, ранее бывший председателем делегации Европейского парламента в Парламентском Комитете ассоциации Украина-ЕС, комментируя реакцию со стороны российского МИД, заявил, что речь идёт о заявлении «одного из отделов МИД РФ», в то время как его поездка в Киев была «содержательно фантастична» и он имел встречи на высшем уровне с руководителями Украины: «Это более низкий уровень, в то время как я имею дело с серьезной и ответственной внешней политикой». Посол Азимов в интервью телевизионному каналу спустя несколько дней отметил, что «Комментарий Департамента информации и печати МИД России в связи с созданием рабочей группы при Правительстве Хорватии по сотрудничеству с Украиной» от 22 ноября есть «официальная позиция министерства иностранных дел, российского правительства и российского президента» и правительству РХ «следовало бы воспринимать данный комментарий весьма серьёзно». 13 декабря, находясь в Белграде, глава МИД России Сергей Лавров выразил удивление словами о российской угрозе Боснии и Герцеговине, которые ранее произнесла в интервью президент Хорватии Колинда Грабар-Китарович: «Мне странно слышать такие слова от руководителя государства, с которым Россия хочет дружить так же, как и со всеми другими государствами и на Балканах, и на европейском континенте.»
18 февраля 2017 года в ходе Мюнхенской конференции по безопасности состоялась беседа министра иностранных дел России Лаврова с президентом Республики Хорватии Грабар-Китарович и министром иностранных и европейских дел Хорватии Давором Штиром. Двумя днями ранее на том же форуме Колинда Грабар-Китарович заявила, что вмешательство «третьих стран, особенно России», есть угроза интеграции Юго-Восточной Европы в ЕС и НАТО.
8 ноября 2018 года в Хельсинки состоялась встреча премьер-министра Республики Хорватия Андрея Пленковича и президента Украины Петра Порошенко, в ходе которой, согласно сообщению пресс-службы президента Украины, стороны подчеркнули «важность консолидации международных усилий для восстановления территориальной целостности Украины и противодействия дальнейшей агрессии РФ, расширению ее военного присутствия в акватории Азовского моря и Керченского пролива, в том числе путем ужесточения санкций <…> отметили важность повышения координации усилий для нейтрализации российского вмешательства в избирательные процессы в Украине и ЕС в 2019 году».

## Экономика

### Двусторонняя торговля
По российским официальным данным товарооборот двух стран составил в 2008 году 2020,0 млн долларов, в том числе российский экспорт — 1787,9 млн долларов. Данные официальной хорватской статистики намного выше (товарооборот в 2008 году 3,4 млрд долларов, в том числе российский экспорт 3,2 млрд долларов). Тем не менее, что хорватская, что российская статистика показывают абсолютное преобладание в товарообороте российских поставок. Хорватские поставки в Россию невелики. Российский экспорт представлен в основном углеводородами, а Хорватия поставляет в Россию телекоммуникационное оборудование, продовольствие, медикаменты и металлорежущие станки. Некоторую роль играет судостроение — в 1993—2008 годах верфи Хорватии построили для России 41 большегрузное судно.
Вследствие взаимных санкций между РФ и странами ЕС, введёнными в 2014 году, спад товарооборота между Россией и Хорватией по итогам 2015 года составил около 40 % в 2015 году: товарооборот России с Хорватией, по данным ФТС Российской Федерации, составил 1,23 млрд долл.; российский экспорт уменьшился на 35 %, и составил 988,4 млн долл., хорватский импорт — 238,0 млн долл. (уменьшился на 43,7 %).
В начале февраля 2017 года правительство РХ было извещено об отмене Россией всех экспортных лицензий на хорватские продукты питания — за исключением компаний «Podravka» и «Sardina».

### Поставки вооружения из России в Хорватию
Хорватская пресса утверждала, что в 1992—1997 годах Россия в обход эмбарго ООН во время вооружённого конфликта поставляла в Хорватию оружие. В серии публикаций в хорватской газете «Večernji list» в апреле 2017 года, со ссылкой на участников сделок с оружием и на бывших должностных лиц Хорватии утверждалось, что поставки (совокупно 16.000 тонн) осуществлялись в ходе 160-и тайных полётов военно-транспортной авиации России и включали 2-е эскадрильи истребителей МиГ-21 и ЗРК С-300, который впоследствии, в 2004 году, был якобы отправлен в США. В середине апреля 2017 года МИД России опроверг сообщения о поставках комплекса С-300 и иных вооружений в Хорватию в 1990-х: «Считаем данные публикации провокационными, грубо искажающими факты, нацеленными на очернение политики Российской Федерации на Балканах. Тем более неприемлемо в контексте всех этих вымыслов упоминание контактов посла России в Загребе.» Официальный представитель МИД России Мария Захарова, комментируя публикации в СМИ, заявила: «Не секрет, что в указанный период большое количество оружия, боеприпасов и военной техники советского производство имелось в странах Центральной и Восточной Европы, а также бывших республиках Советского Союза. Насколько известно, нечистые на руку хорватские дельцы использовали данные обстоятельства для снабжения Загреба. Российская Федерация к этому никакого отношения никогда не имела.» Посол России в Сербии Александр Чепурин, говоря о целенаправленной лживости хорватских публикаций о поставках комплекса С-300 из России в Хорватию в преддверии операции «Буря» (август 1995), также отметил: «Представители правительства Хорватии неоднократно публично сознавались, что данное вооружение поступило с Украины. Что оно не пригодно для использования. Что их обманули. Позднее Загреб эти куски системы передал в третью страну.»
В 2006 году было подписано соглашение о поставке в Хорватию 10 многоцелевых вертолетов МИ-171Ш на сумму около 65 млн долларов, в счёт погашения хорватской части советского долга перед Югославией. Москва завершила передачу вертолётов Загребу в 2008 году.. Сообщалось, что Хорватия использует российские военные вертолёты в гражданских целях. В сентябре 2019 года, в соответствии с договором, заключённым в конце 2017 года, на читинском 810 Авиационном ремонтном заводе холдинга «Вертолёты России» был завершён капитальный ремонт этих вертолётов.

### Agrokor
В 2014 году российский Сбербанк стал крупнейшим кредитором Агрокора, крупнейшей хорватской частной компании (пищевая промышленность и розничная торговля), на которую приходится 15 % ВВП страны. По данным финансовой отчётности за сентябрь 2016 года, Сбербанк был держателем 52 % кредиторской задолженности Агрокора. Российский банк ВТБ в начале 2017 года СМИ называли вторым по величине кредитором Агрокора. Согласно расчетам агентства Bloomberg в марте 2017 года, когда, после заявлений посла России в Хорватии о нежелании Агрокора «сотрудничать», финансовое положение компании стало объектом повышенного внимания, Сбербанку и банку ВТБ принадлежало более трети долга концерна. В апреле 2017 года, после того как холдинг Agrokor, вследствие угрозы банкротства, перешёл под фактическое управление правительства Хорватии, российские СМИ сообщали, что задолженность холдинга перед российскими банками оценивается примерно в 1,3 миллиарда евро. Хорватская пресса отмечала, что одной из главных целей правительства РХ при переводе в середине апреля холдинга в режим чрезвычайного управления было желание вывести на время российских участников из борьбы за контроль над процессом реструктуризации неплатёжеспособного концерна. Сбербанк отказался принять участие в первой инъекции ликвидности холдингу, ввиду отказа компании удовлетворить его условия по очерёдности погашения задолженности.
19 октября 2017 года, после переговоров с делегацией госудурственных должностных лиц РХ, глава Сбербанка Герман Греф заявил: «К сожалению, мы все столкнулись с проблемой того, что последние семь лет компания фальсифицировала отчетность, вводя в заблуждение своих кредиторов и правительство тоже. Но те меры, которое приняло правительство Хорватии, на наш взгляд, очень серьёзно ущемляют права кредиторов — и нас и всех остальных кредиторов.» Представитель президента РФ Дмитрий Песков также отметил, что на встрече был и генеральный прокурор Хорватии: «И госпожа президент, и генпрокурор говорили, что вокруг этого холдинга сейчас ведутся следственные действия, есть подозрения, что могут вскрыться, скажем так, незаконные действия. В любом случае как один из крупных кредиторов — Сбербанк — будет защищать свои интересы. А, естественно, российское государство будет наши компании в этом поддерживать.»

### Туризм
Хорватию в 2008 году посетили более 175 тыс. туристов из России. В 2015 году наблюдалось резкое падение этого показателя. В 2016 году имел место рост потока из России на 7 % против 2015 года.

## Комментарии
1. ↑  Проф. Дражен Пехар (dr. Dražen Pehar) в январе 2017 года отмечал что руководство РХ последние 20 лет играет роль «прислуги» правительства США в сфере внешней политики (7Dnevno, 20 января 2017, стр. 26.).
2. ↑  В современной Хорватии дата 22 июня официально отмечается как День антифашистской борьбы.